# Université en Israël
Les universités en Israël sont supervisées par le Conseil de l'enseignement supérieur en Israël. Elles sont au nombre de dix auxquels s'ajoutent une cinquantaine de colleges.
Elles octroient une gamme complète de diplômes. Bien que les universités israéliennes proposent des cursus variés, de qualité supérieure - souvent distinguées au classement mondial - et relativement peu coûteux, les étudiants israéliens sont souvent désireux de poursuivre leurs études à l'étranger.

## Présentation
En août 2021, il existe dix universités et 53 collèges en Israël, reconnus et supervisés académiquement par le Conseil de l'enseignement supérieur en Israël (CHEI). L'université d'Ariel en Cisjordanie était auparavant supervisée académiquement par le Conseil de l'enseignement supérieur de Judée-Samarie.
Les offres de cursus universitaires sont nombreuses et variées, et leur fréquentation peu coûteuse. Elles sont considérées comme étant de qualité supérieure, et ainsi régulièrement distinguées aux classements mondiaux Shanghaï, Times ou Leyde, particulièrement par disciplines.
La plupart des universités offrent la gamme complète des diplômes de premier cycle et de deuxième cycle : bachelor (sauf à l'Institut Weizmann), maîtrise et doctorat.
Selon ICEF Monitor, les étudiants israéliens sont souvent désireux de poursuivre leurs études à l'étranger pour « obtenir une perspective internationale, de l’expérience et des relations ». En 2014 l'OCDE a classé Israël comme quatrième pays du monde pour le taux de poursuite d'études universitaires dans la population.
L'enseignement universitaire de qualité d'Israël est en grande partie responsable de la stimulation du boom de la haute technologie du pays et de son développement économique rapide.

## Universités
| Université                               | Fondation | Lieu                                 |
| ---------------------------------------- | --------- | ------------------------------------ |
| Technion (IIT)                           | 1912      | Haïfa                                |
| Université hébraïque de Jérusalem (HUJI) | 1918      | Jérusalem                            |
| Institut Weizmann (WIS)                  | 1934      | Rehovot                              |
| Université Bar-Ilan (BIU)                | 1955      | Ramat Gan                            |
| Université de Tel Aviv                   | 1956      | Tel Aviv-Yaffo (campus à Ramat Aviv) |
| Université de Haïfa                      | 1963      | Haïfa                                |
| Université Ben Gourion du Néguev (BGU)   | 1969      | Beer-Sheva                           |
| Université ouverte d'Israël (OUI)        | 1971-74   | Ra’anana.                            |
| Université d'Ariel (AU)                  | 1982      | Ariel (Cisjordanie)                  |

## Colleges/ Facultés
D'autres instituts d'enseignement supérieur qui sont accrédités par le CHEI pour délivrer un bachelor (et dans certains cas une maîtrise) sont connus sous le nom de colleges (hébreu : מִכְלָלָה Mikhlala ; pl. מכללות Mikhlalot), correspondant aux facultés ou UFR en France.
Il y existe également plus de vingt colleges de formation des enseignants, dont la plupart ne récompensent que le bachelor en éducation (B.Ed.).

## Galerie

Logos des universités israéliennes
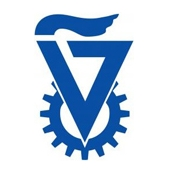
Technion
Université hébraïque de Jérusalem
Institut Weizmann
Université de Bar Ilan
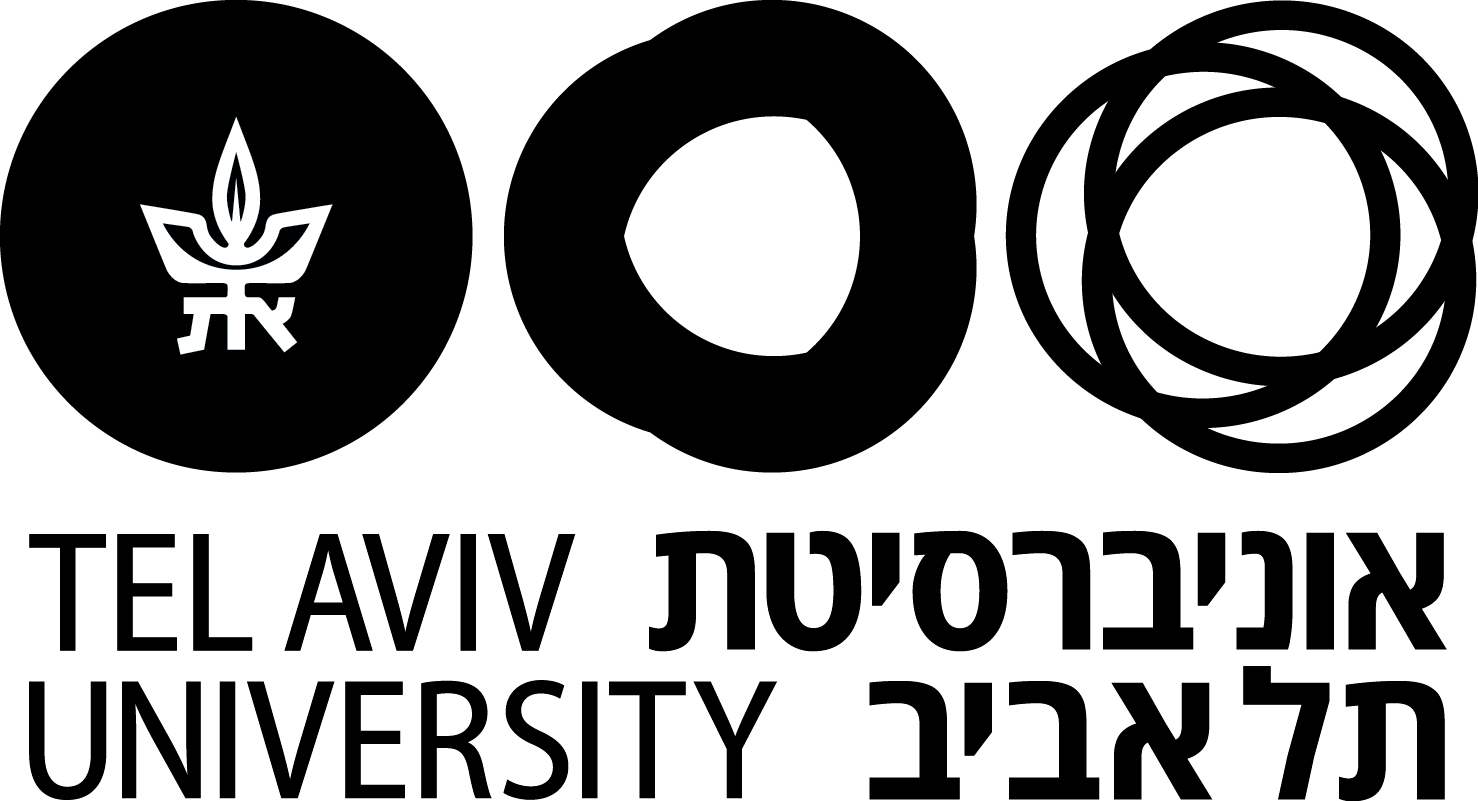
Université de Tel Aviv
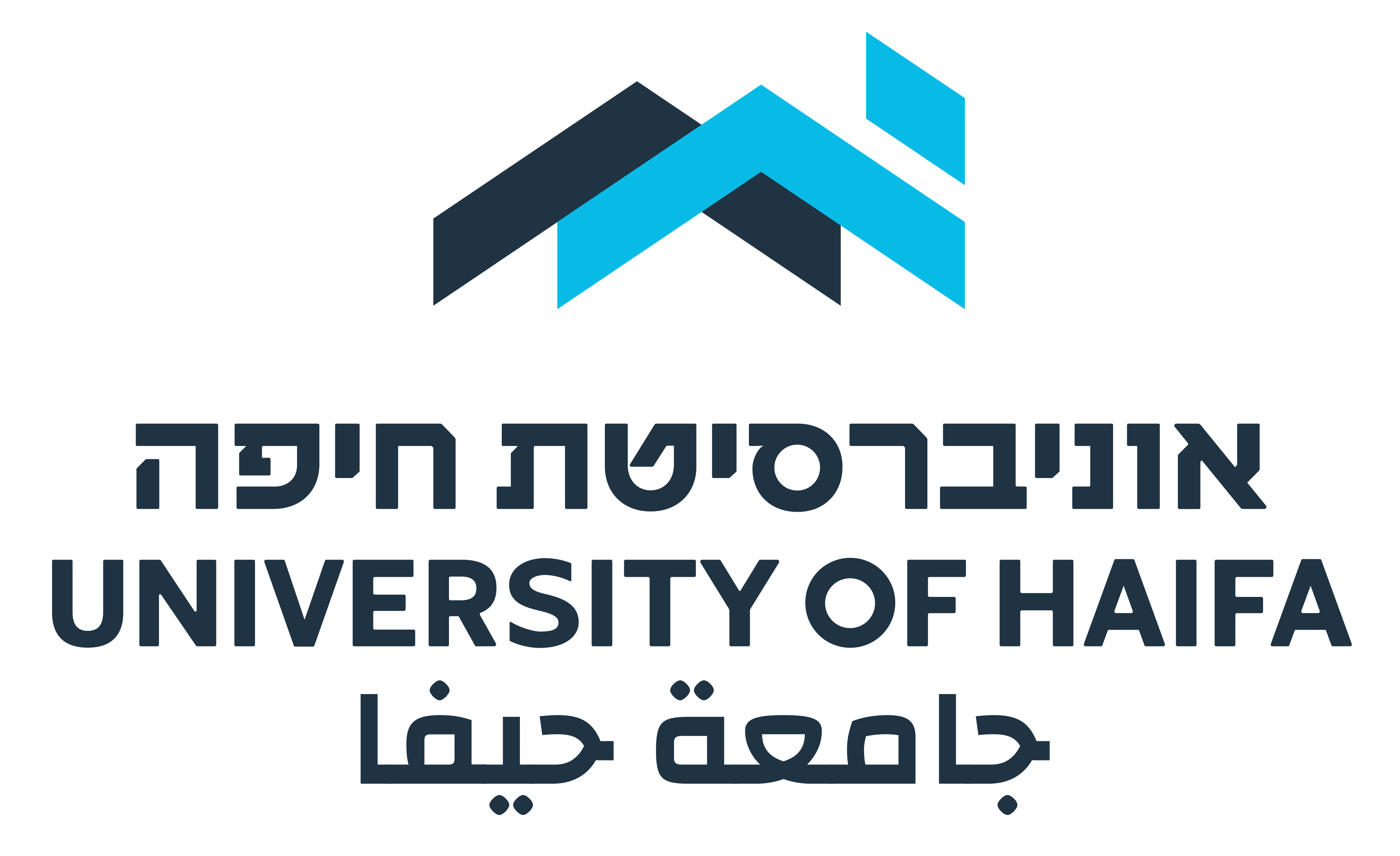
Université de Haïfa
Université Ben Gourion
Université ouverte d'Israël
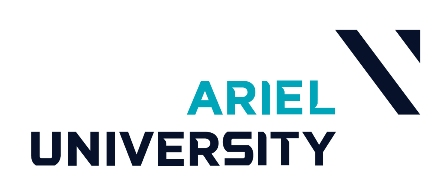
Université d'Ariel